# Gerenuk długoszyi
Gerenuk długoszyi (Litocranius walleri) – gatunek antylopy z rodziny wołowatych (Bovidae), jedyny przedstawiciel rodzaju gerenuk (Litocranius).

## Systematyka
Niektóre ujęcia systematyczne traktują podgatunek sclateri jako odrębny gatunek.

## Występowanie
Gerenuk długoszyi żyje we wschodniej Afryce. Zamieszkuje półpustynie oraz busz.

## Opis
Długość ciała do 145 cm, długość ogona około 23 cm, wysokość w kłębie 80–105 cm; masa ciała 28,5–52 kg. Antylopa ta ma jasnobrązową sierść. Brzuch, część piersi oraz obwódki wokół oczu są białe. Gerenuk długoszyi charakteryzuje się wysmukłą budową ciała, długą szyją oraz długimi nogami, które ułatwiają gerenukowi długoszyjemu żerowanie w wyżej położonych partiach drzew. Dzięki specjalnej budowie kręgosłupa, może stanąć na dwóch nogach aby dosięgnąć pokarmu. Prowadzi dzienny tryb życia. Może obyć się bez wody nawet przez całe życie.
Po około 7-miesięcznej ciąży samica rodzi jedno młode. W naturze gerenuk długoszyi żyje ok. 8 lat, w niewoli do 13.